# Ectropothecium robbinsii
Ectropothecium robbinsii är en bladmossart som beskrevs av Edwin Bunting Bartram 1961. Ectropothecium robbinsii ingår i släktet Ectropothecium och familjen Hypnaceae. Inga underarter finns listade i Catalogue of Life.